# Cassidispa relicta
Cassidispa relicta es un coleóptero de la familia Chrysomelidae.
Fue descrita científicamente en 1957 por L. Medvedev.